# Вільям Етті
Вільям Етті (англ. William Etty; 10 березня 1787, Йорк — 13 листопада 1849, там же ж) — англійський живописець. Відомий як видатний колорист. Головною темою його творчості стала оголена жіноча натура.

## Біографія
Народився в багатодітній сім'ї мельника, з раннього дитинства проявив інтерес до живопису. Відповідно до побажань батька, Етті протягом 7 років навчався в гравера в Галлі. Етті почав своє навчання, створюючи начерки пейзажів, копіюючи різні зображення, малюнки друкованих видань та інше. В 1806 році по запрошенню дядька, який підтримував його прагнення вивчати живопис, приїхав в Лондон, а в 1807 році поступив в Королівська академія мистецтв, де його наставником став Генрі Фюзелі. В 1811 році після багатьох спроб на стіні талановитих учнів Академії появилась картина молодого Вільяма Етті «Телемах, рятує Антилопу».
Великий вплив на Вільяма Етті в ті роки справив художник Томас Лоуренс, в домі якого Етті жив в часи навчання в Лондоні.
В 1816 році Етті ненадовго відвідав Париж і Флоренцію.
В 1820 його «Шукачі коралів», показані в Королівській Академії, привернули велику увагу. Ще більший успіх був у картини «Прибуття Клеопатри в Кілікію», показаної в наступному році.
В 1822 він вирушив в Італію, де більшу частину часу провів у Венеції, вивчаючи старих венеціанських майстрів (таких як Тіціан, Тінторетто, Паоло Веронезе) і набуваючи досвіду поводження з кольором.
В 1840 і в 1841 Етті здійснив паломництво в Нідерланди для вивчення картин голландських художників, в тому числі і Рубенса в церквах і громадських галереях цієї країни.

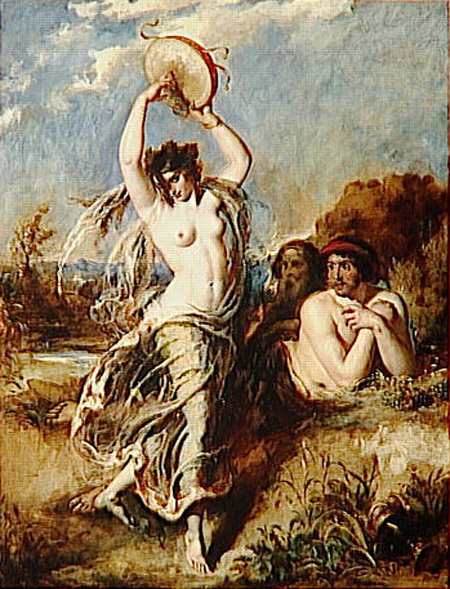
«Вакханка, яка грає на тамбурині»
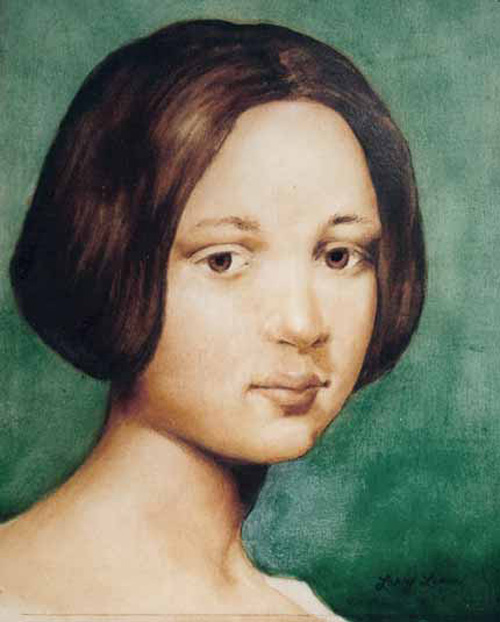
«Міра» (1831 рік)
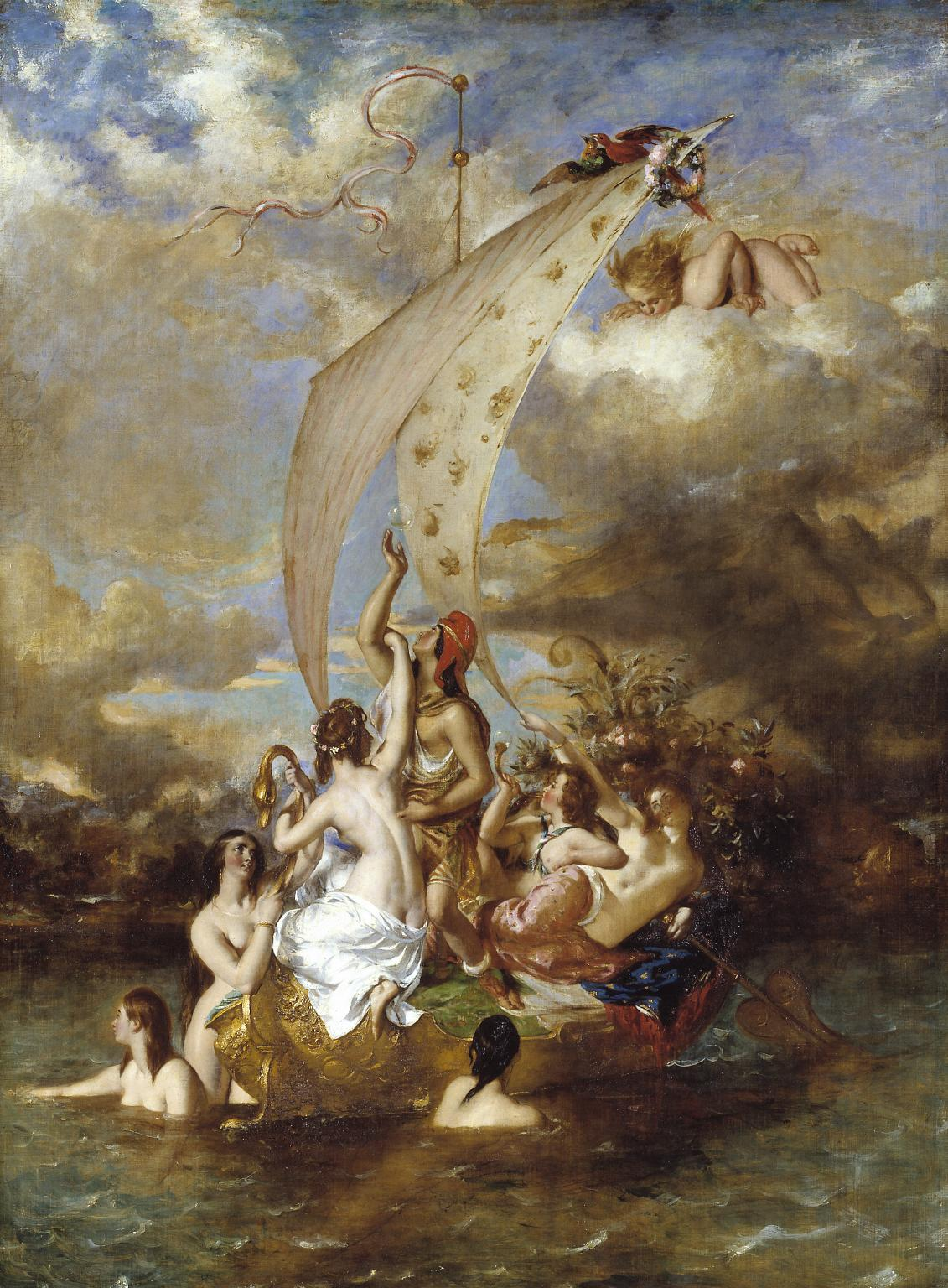
«Задоволення від плавання на яхті»
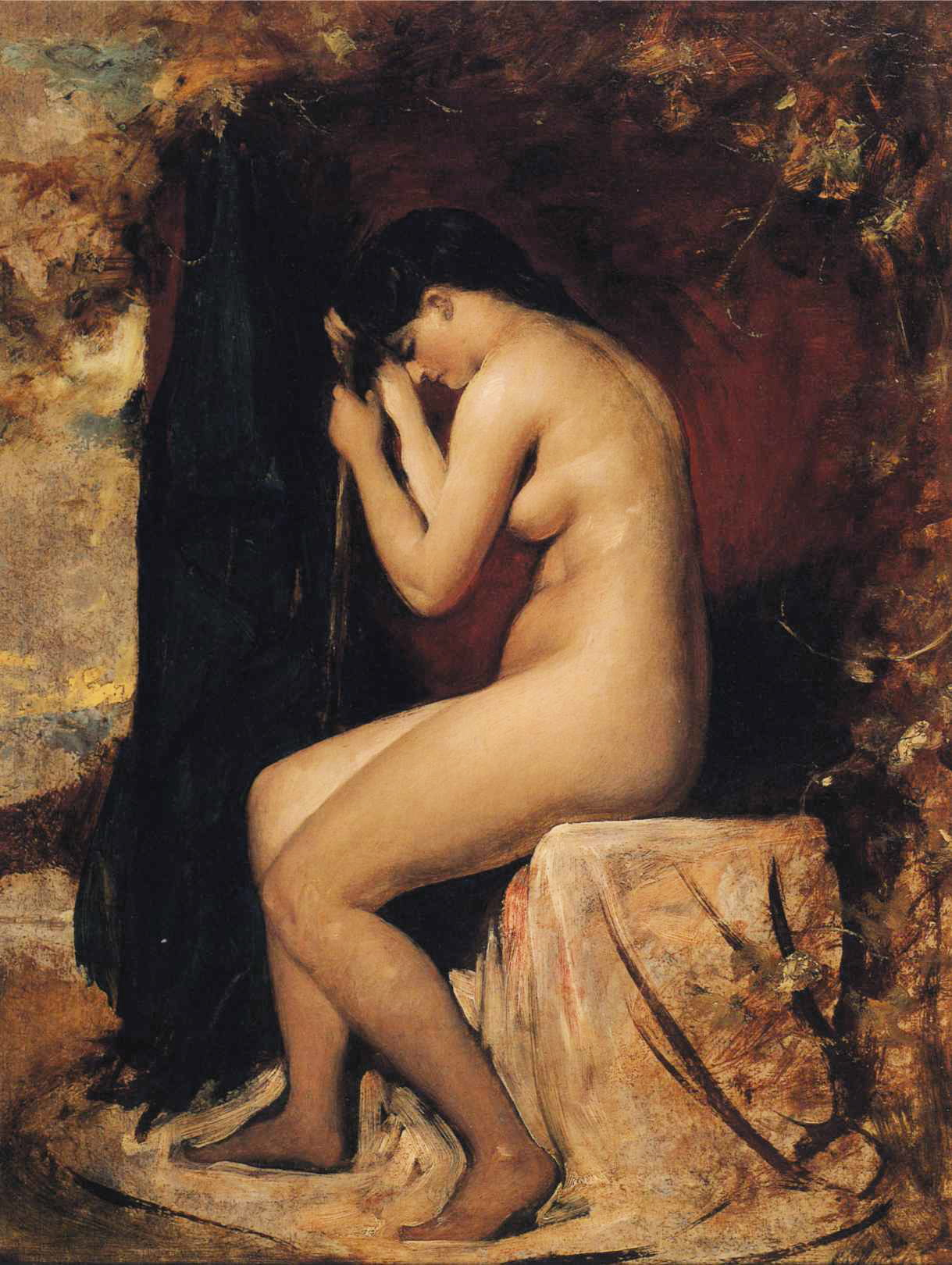
«Сидяча оголена жінка» (1830-ті)
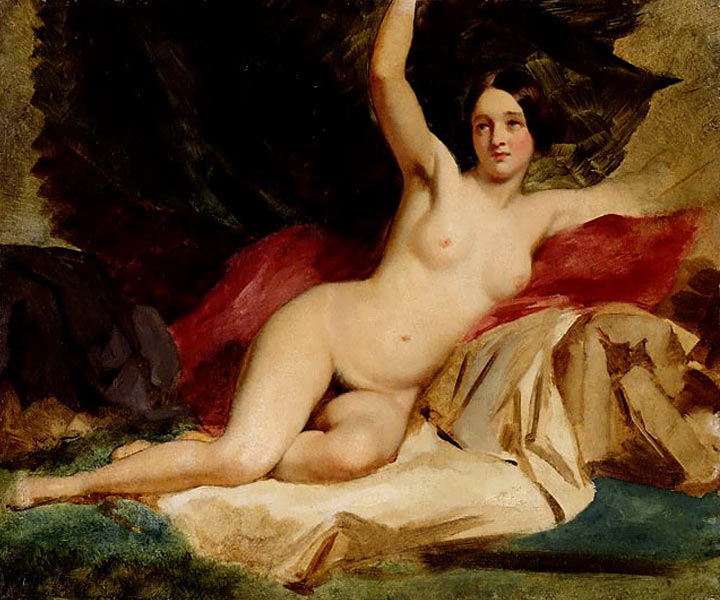
«Оголена жінка в пейзажі»
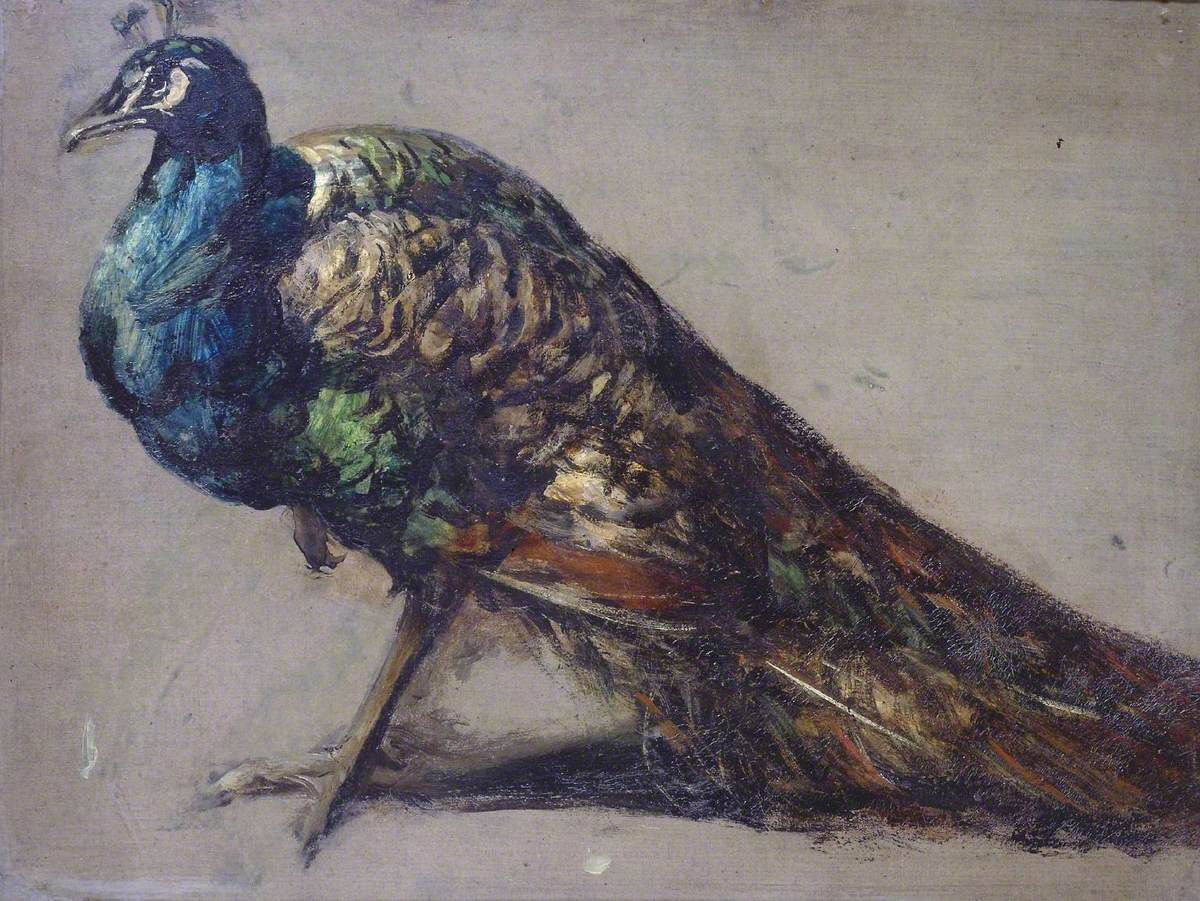
«вивчення павича» (1826 рік)
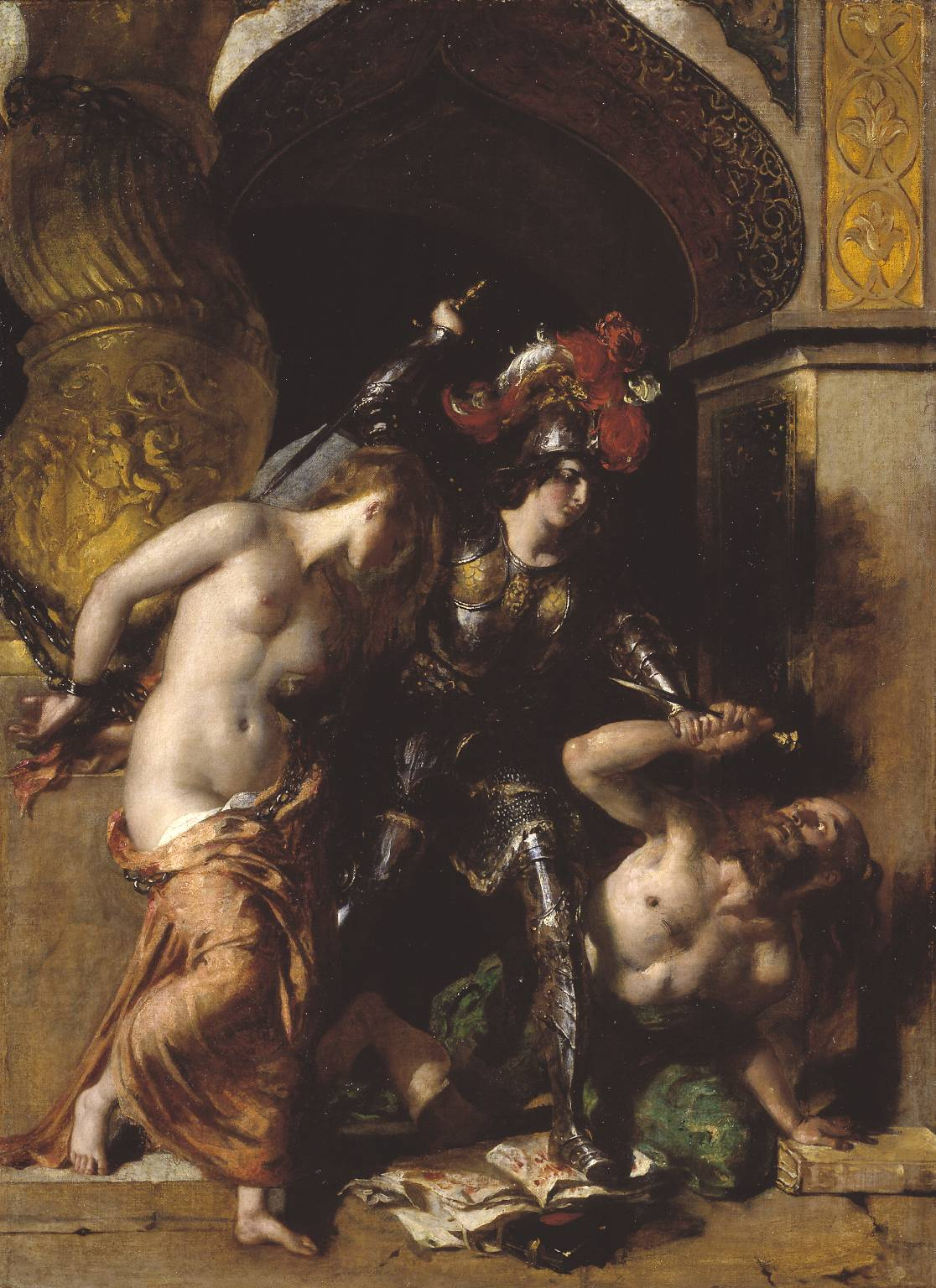
«Відплата Брітомарта Аморету» (1833 рік)
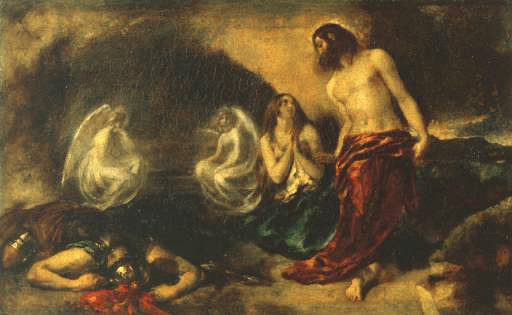
«Явлення Христа Марії Магдалині після Воскресіння»
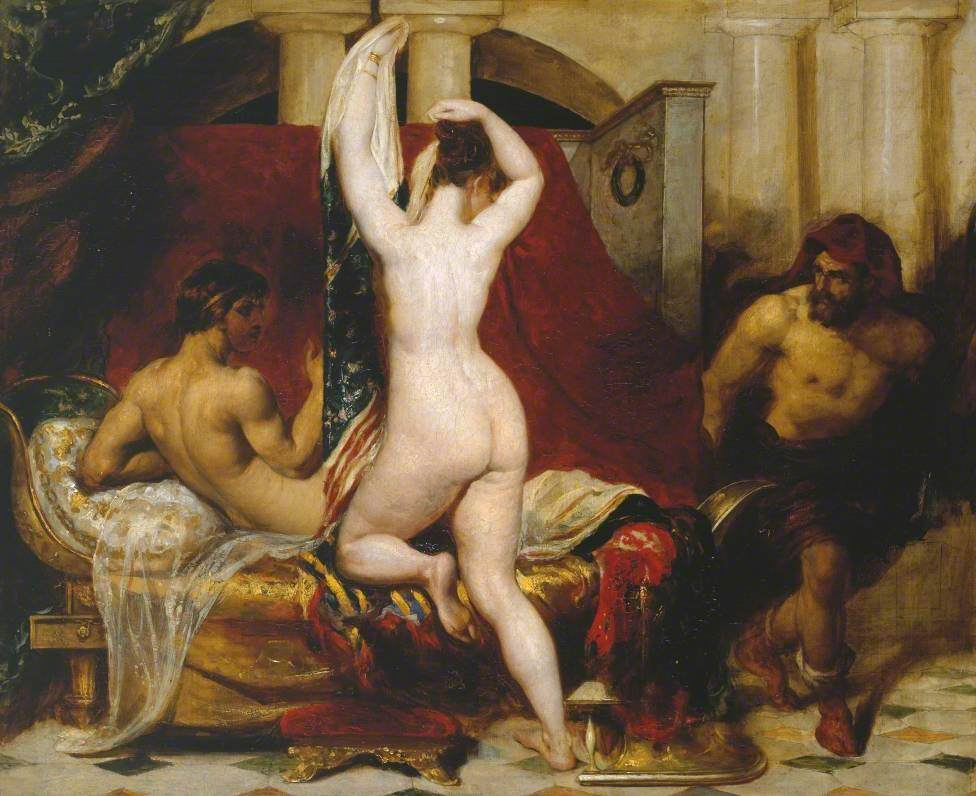
«Цар Лідії показує свою дружину придворним» (1830 рік)
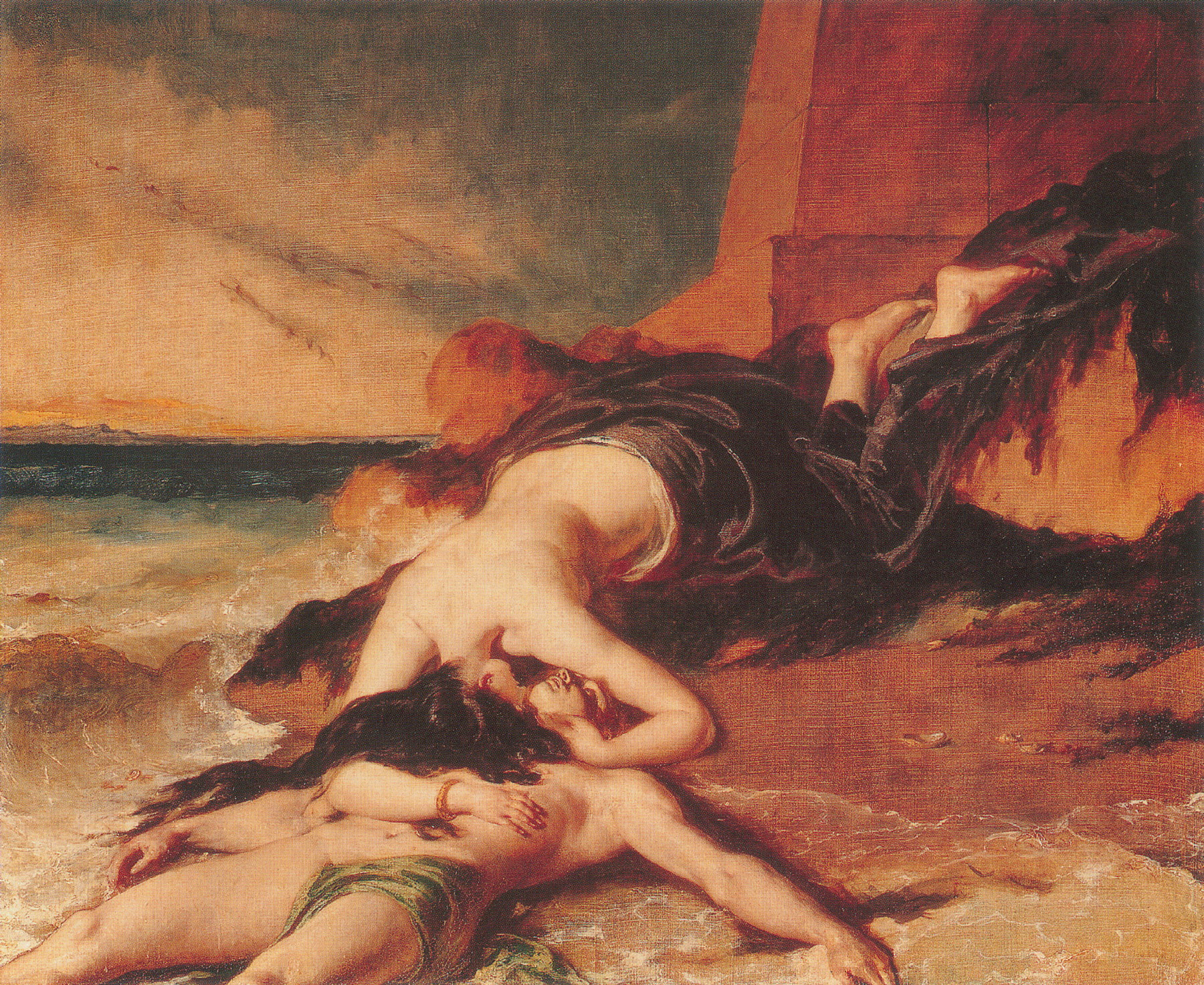
«Геро і Леандер» (1828 рік)
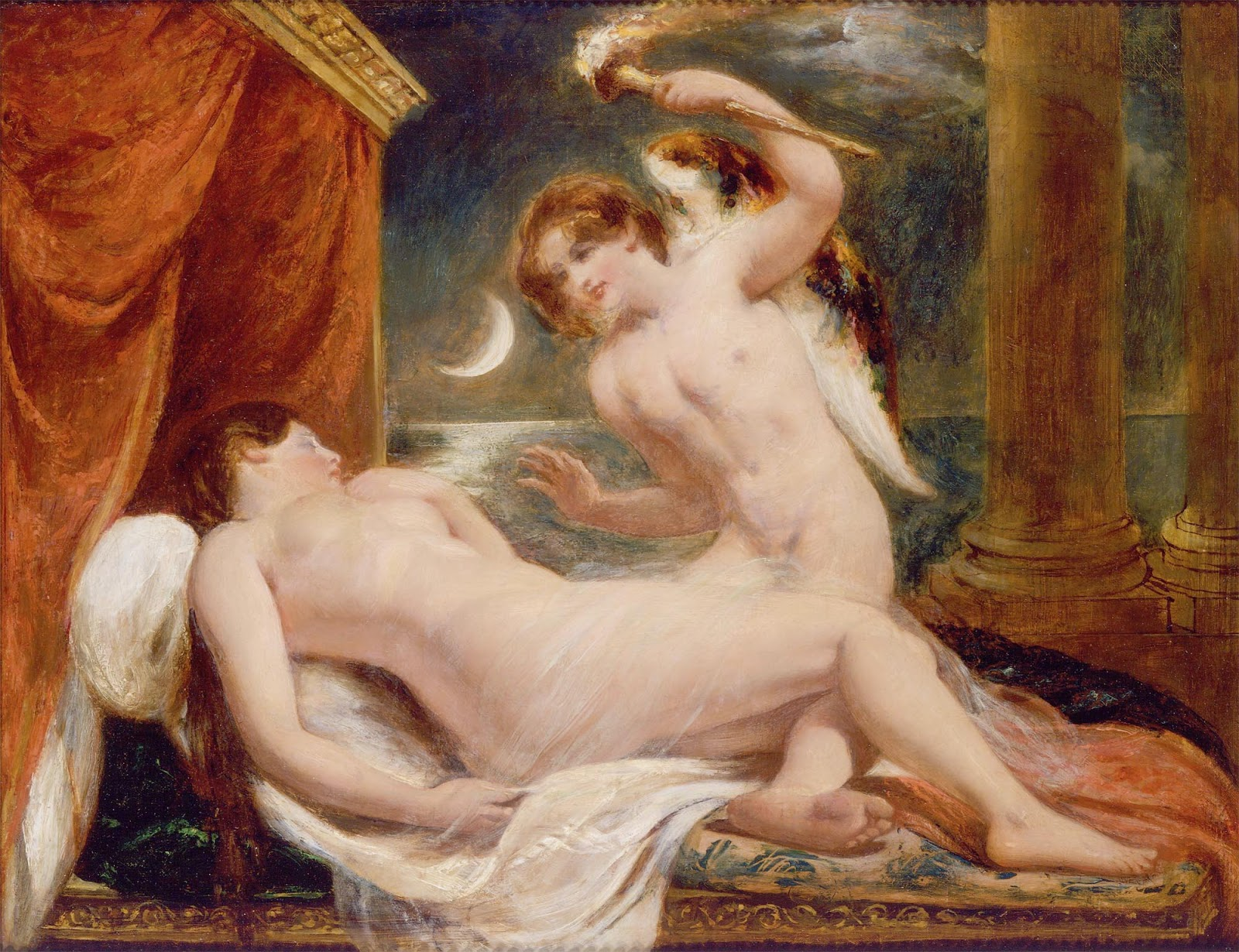
«Амур і Психея»
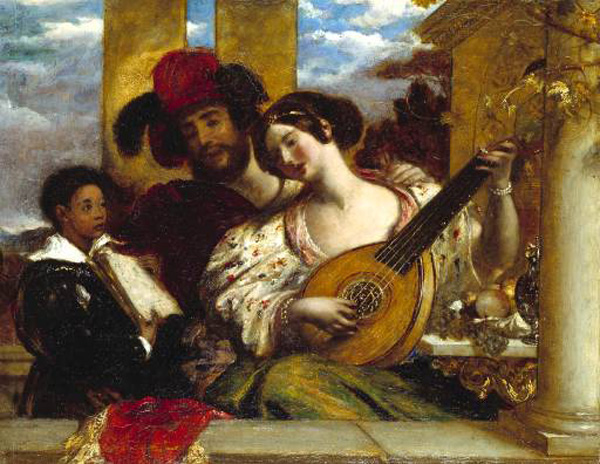
«Дует»
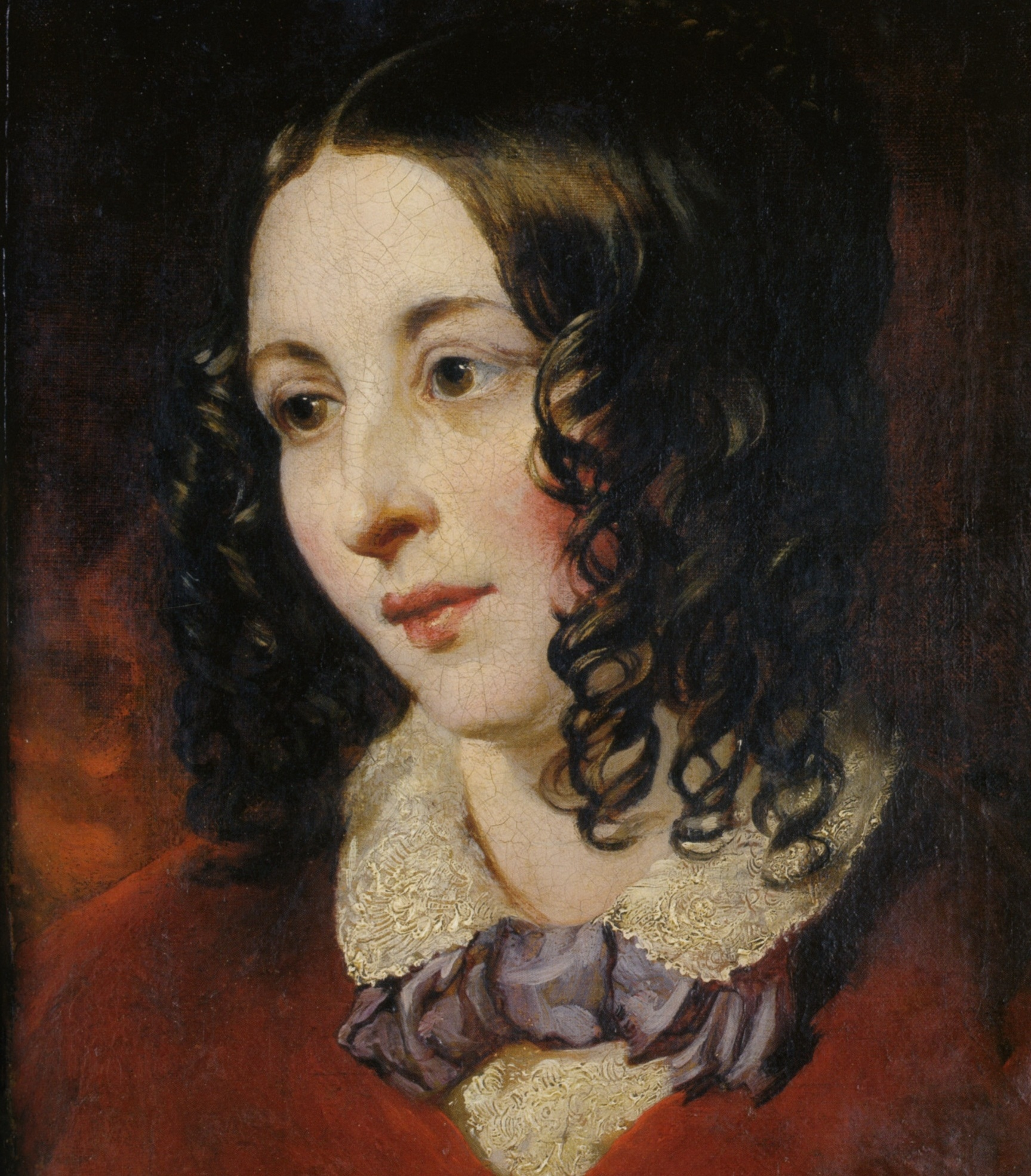
Портрет Елізи Кук
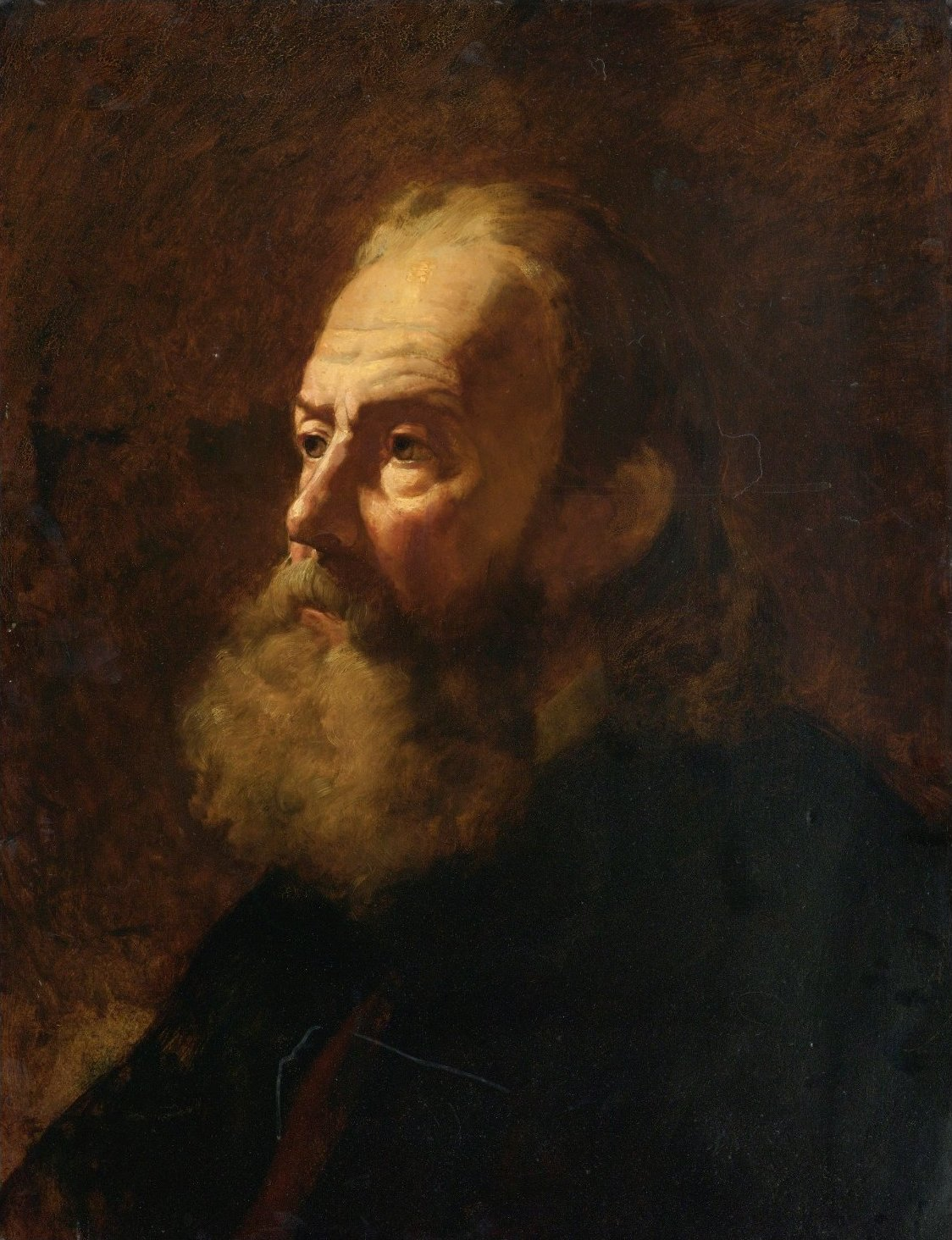
«Портрет бородатого чоловіка»
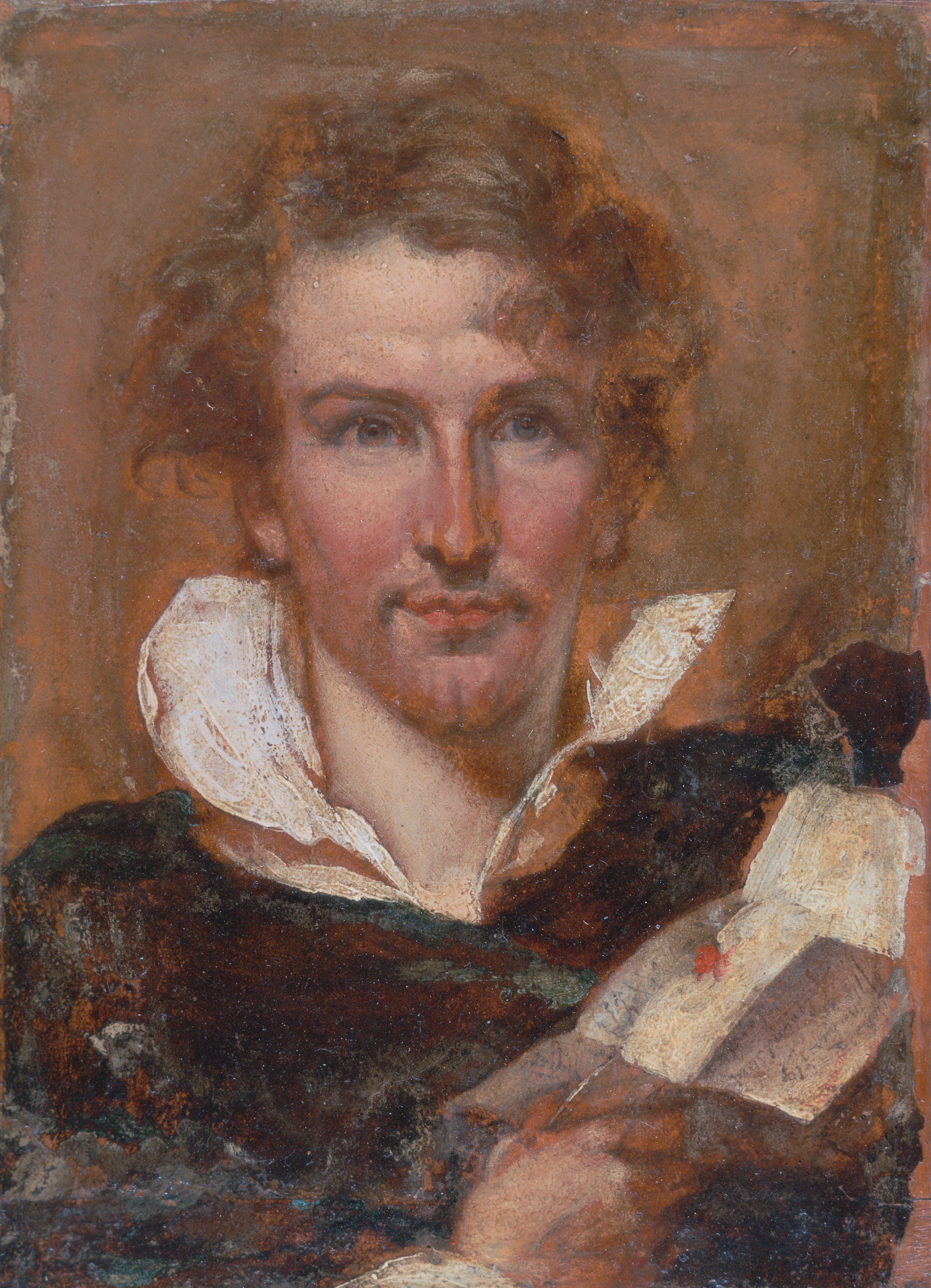
Автопортрет